# Конституция Народной Республики Конго
Конституция Народной Республики Конго — основной закон Народной Республики Конго, вступивший в силу 8 августа 1979 года. Принят на всенародном референдуме, в настоящее время утратил своё практическое значение ввиду отказа от прежней модели устройства государственной власти, основанной на марксистско-ленинской идеологии.

## Основное содержание
Конституция состояла из текста декрета №79-8-79 «О промульгации Конституции Народной республики Конго 8 июля 1979 года», и двух частей, разделённых на 12 глав и 111 статей.
В тексте декрета говорится об обнародовании Конституции в официальном издании Народной Республики Конго.
Первая часть Конституции называется «Основополагающие принципы» и содержит в себе определение государственного устройства народной республики, перечень основных прав и свобод «человеческой личности», устанавливает основы экономического и социального порядка, внешней политики.
Вторая часть Конституции называется «О народной власти» и устанавливает порядок деятельности государственных органов: Национального Народного Собрания (законодательного органа), Президента Республики, Совета министров, местного самоуправления и судебных органов. Также содержит нормы, регулирующие цели и задачи национальной народной армии. Устанавливает порядок заключения международных договоров и механизм внесения изменений в текст Конституции.